# Jonathan Vaughters
Jonathan Vaughters (Denver, 10 juni 1973) is een voormalig Amerikaans wielrenner. Momenteel is hij de manager van de Amerikaanse WorldTour-ploeg EF Education-EasyPost.

## Belangrijkste overwinningen
1995
- 1e etappe Ronde van de Gila
- Eindklassement Ronde van de Gila

1997
- 2e etappe Redlands Bicycle Classic
- 3e etappe GP de Beauce
- 4e etappe GP de Beauce
- Eindklassement GP de Beauce
- Eindklassement Cascade Cycling Classic
- Amerikaans kampioen Individuele tijdrit op de weg, Elite

1998
- 2e etappe Redlands Bicycle Classic
- 3e etappe Redlands Bicycle Classic
- Eindklassement Redlands Bicycle Classic
- 1e etappe Valley of the Sun Stage Race

1999
- 4e etappe Redlands Bicycle Classic
- 3e etappe Dauphiné Libéré
- Eindklassement Route du Sud
- 2e etappe Celestonial Seasonings Red Zinger Race
- 3e etappe Celestonial Seasonings Red Zinger Race
- Eindklassement Celestonial Seasonings Red Zinger Race

2001
- 4e etappe Dauphiné Libéré
- Duo Normand (met Jens Voigt)

2003
- 2e etappe Solano Bicycle Classic

## Resultaten in voornaamste wedstrijden
| Jaar | Ronde van Italië | Ronde van Frankrijk | Ronde van Spanje |
| ---- | ---------------- | ------------------- | ---------------- |
| 1996 |                  |                     | opgave           |
| 1998 |                  |                     | 107e             |
| 1999 |                  | opgave              |                  |
| 2000 |                  | opgave              |                  |
| 2001 |                  | opgave              |                  |
| 2002 |                  | opgave              |                  |

## Trivia
- Tussen 1999 en 2004 in het bezit van het snelheidsrecord van de beklimming van de Mont Ventoux met 56:50u. Nam het record over van Charly Gaul en verloor het aan Iban Mayo